# Refugi de Lizara
El Refugi de Lizara és un refugi de muntanya situat a 1.540 m d'altitud al municipi d'Aragüés del Puerto, a la Vall d'Aragüés-Jasa al Parc natural de les Valls Occidentals, a la comarca de Jacetània, al pla de Lizara als peus del cim del Bisaurín. Està guardat tot l'any, i de novembre a maig i els caps de setmana i ponts. Disposa de 75 places en llitera, així com servei de menjars, dutxes i lavabos, aigua calenta, calefacció, mantes, armariets, calcer de descans, infermeria i aula polivalent. És titularitat de l'Ajuntament d'Aragüés del Puerto i va ser inaugurat el 1989. S'accedeix en cotxes fins al propi refugi o caminant 3 hores des del refugi de Gabardito. Des de 2004 disposa del certificat ISO 14001 pel model de gestió ambiental i les campanyes de sensibilització mediambiental.

## Activitats
És punt de partida per a molts excursionistes, al cim del Bisaurín, practicar senderisme pel GR 11 i per la ruta de trekking de La Senda de Camille, també es pot practicar esquí de fons a l'hivern.